# Insurrezione di Amburgo
L'insurrezione di Amburgo (in tedesco: Hamburger Aufstand) fu un'insurrezione durante la Repubblica di Weimar in Germania come parte del cosiddetto ottobre tedesco. Venne avviata il 23 ottobre 1923 da una delle sezioni più militanti del distretto di Amburgo del Partito Comunista (KPD), il KP Wasserkante. I ribelli presero d'assalto 24 stazioni di polizia, 17 ad Amburgo e sette nella provincia dello Schleswig-Holstein in Prussia. Da un punto di vista militare, il tentativo fu vano e si concluse in un giorno. Senza il sostegno del resto della Germania o dell'Unione Sovietica, l'insurrezione comunista si disintegrò. Durante la rivolta morirono circa 100 persone. I dettagli esatti della ribellione, così come la valutazione del suo impatto, rimangono controversi.

## Antefatti
Tra il 1919 e il 1923, la Repubblica di Weimar era in crisi e c'erano molti conflitti violenti tra elementi di sinistra e di destra. La situazione economica della popolazione si stava rapidamente deteriorando e nell'autunno del 1923 l'iperinflazione era al suo apice, il che portò guadagni di popolarità per il partito comunista. L'occupazione della regione della Ruhr radicalizzò ulteriormente le dispute politiche. Nell'agosto del 1923 ci fu un'ondata di scioperi a livello nazionale contro il Reichskanzler Wilhelm Cuno. Alla fine di settembre, il governo dichiarò lo stato di emergenza. Il 1º ottobre, la Reichswehr nera tentò il Putsch di Küstrin. Due settimane dopo, il 13 ottobre, il Reichstag promulgò un atto che avrebbe facilitato la dittatura de iure del cancelliere Gustav Stresemann. Una manifestazione di diverse migliaia di disoccupati prese d'assalto la "zona proibita" intorno al municipio, un'azione che, in questo periodo, rischiava la morte per mano della polizia e dei paramilitari di destra. In Sassonia e in Turingia si formarono governi di coalizione che includevano il KPD, che vedeva in ciò un'opportunità per subentrare nel governo.
All'interno del movimento internazionale comunista si discusse di un tentativo di ribellione armata in Germania. Lev Trockij e altri membri influenti del Politburo sovietico e del Comintern avanzarono l'idea, ma Heinrich Brandler, capo del KPD, sentiva che era prematuro. I motivi esatti e le cause che portarono il piccolo gruppo di Amburgo guidato da Hugo Urbahns e Hans Kippenberger a progettare ed a innescare la rivolta, rimangono tuttavia sconosciuti.

## L'insurrezione
Alla fine del 22 ottobre 1923, il capo militare del KP Wasserkante ricevette l'ordine tramite la direzione regionale del partito d'iniziare la ribellione. Solo 1 300 militanti presero parte attiva alla ribellione dall'inizio, sebbene il KPD di Amburgo contasse circa 14 000 membri. Alla fine non parteciparono più di 5 000 lavoratori. Il 23 ottobre alle 5:00 essi presero d'assalto 26 distretti di polizia e presero armi da 17 di questi distretti.
Ci fu attività anche ad Altona e nel distretto urbano di Stormarn, dove vennero attaccate le stazioni di polizia di Schiffbek e Bramfeld e dove vennero prese le armi. A Bad Oldesloe, Ahrensburg e Rahlstedt, i binari del treno e le strade vennero bloccati. Nella città di Bargteheide, gli insorti arrestarono i leader del governo locale e proclamarono la "Repubblica Sovietica di Stormarn". A Schiffbek, dove il KPD aveva il sostegno, vennero affissi cartelli per calmare i residenti e sollecitare il sostegno alla rivolta, dichiarando "Lunga vita alla Germania sovietica! Lunga vita alla Federazione degli stati sovietici del mondo! Lunga vita alla rivoluzione mondiale!"
La maggior parte della rivolta venne repressa in poche ore. A Schiffbek durò fino a mezzogiorno. Solo a Barmbek, dove il KPD aveva ricevuto circa il 20% dei voti nelle precedenti elezioni, gli insorti vennero sostenuti dai residenti, che li aiutarono a costruire barricate e portarono loro del cibo. I ribelli riuscirono a mantenere la loro posizione durante l'intera giornata, nonostante il continuo scambio di colpi di arma da fuoco. Di notte, però, convinti della disperazione della loro situazione, se ne andarono di soppiatto. Il giorno successivo, la polizia lanciò un'importante offensiva contro le barricate vuote.

## Conseguenze
L'insurrezione causò la morte di 17 agenti di polizia, 21 ribelli e 61 passanti innocenti. Sessantanove agenti di polizia rimasero feriti, insieme a 175 ribelli. Ci furono 1 400 persone arrestate, di cui 443 processate in un tribunale speciale. Solo a Schiffbek, vennero arrestate 191 persone e successivamente, nel febbraio 1925, dovettero essere processate presso il Landgericht di Altona a causa dei disordini a Schiffbeck, dove il KPD aveva ottenuto il 32,4% dei voti alle elezioni del maggio 1924. Questo fu il più grande dei processi contro gli insorti della rivolta.

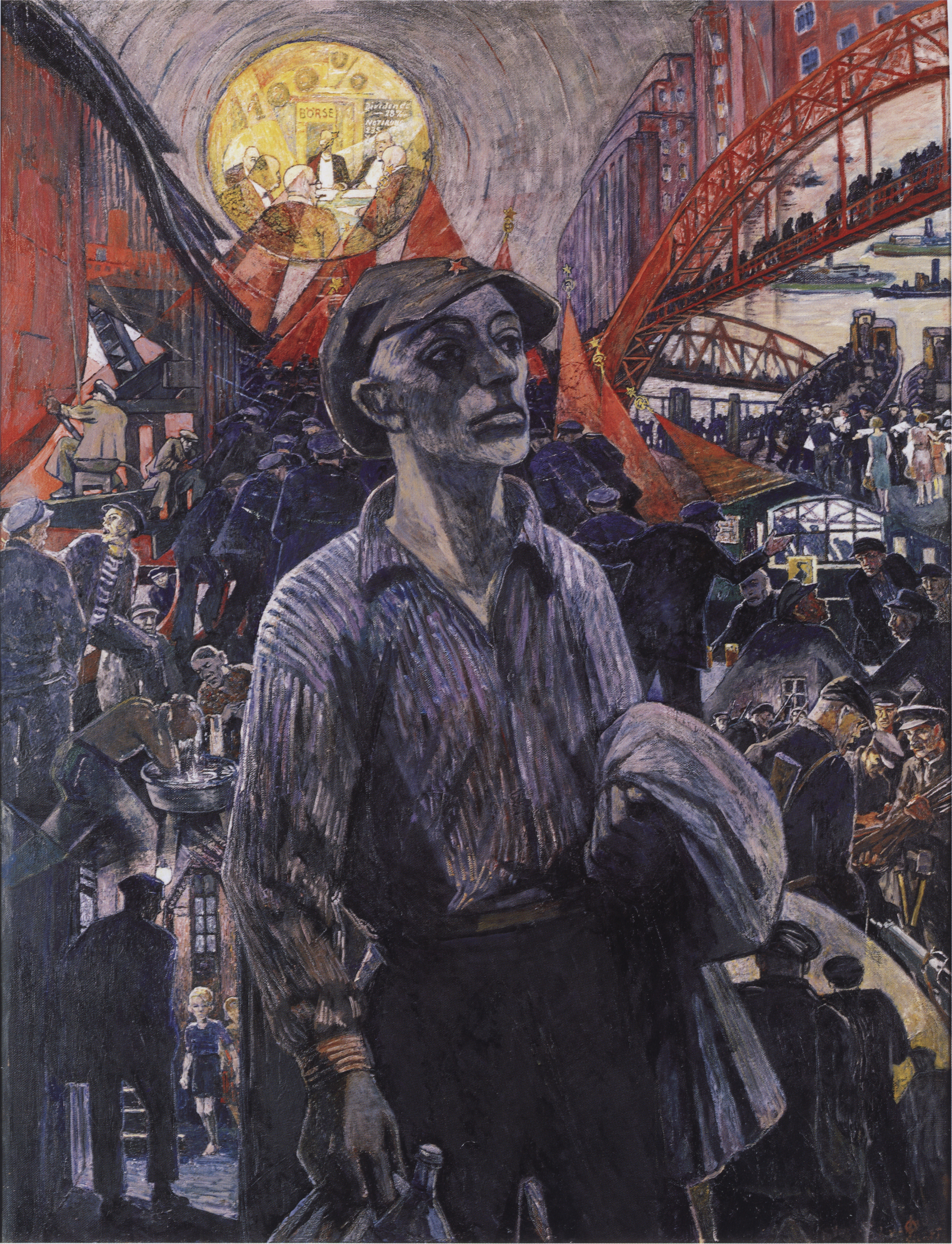
LHamburger Werftarbeiter("Operaio del molo di Amburgo"), dipinto del 1928 di Heinrich Vogeler

L'insurrezione contribuì al deterioramento delle relazioni tra i due partiti politici della classe operaia. Dopo la rivolta, il Partito Socialdemocratico Tedesco (SPD) rifiutò di lavorare con il KPD ed intensificò persino la repressione del KPD rafforzando le posizioni del governo. Il rifiuto sia della Repubblica che del SPD rafforzò i comunisti. All'interno del KPD, la rivolta divenne una leggenda eroica sui "coraggiosi" pochi ribelli che affrontano una lotta senza speranza. La sconfitta della rivolta venne interpretata come la conseguenza di una centralizzazione insufficiente e di un'obbedienza insufficiente alle strutture orientate al partito e all'evidenza che queste dovevano essere aumentate.
I settori della classe media videro nella rivolta i loro timori di una rivoluzione bolscevica confermati e divennero più attratti dalla politica anticomunista. Di conseguenza, nelle elezioni del Reichstag di Amburgo del 1924, il Partito Popolare Nazionale Tedesco vide la propria quota di voti salire dal 12% a circa il 20%, sebbene diminuisse rapidamente a circa il 12% nel 1928.

## Film
- Der Hamburger Aufstand Oktober 1923. Documentario, Repubblica Federale di Germania, (1971) 41 min., scritto da Reiner Etz, Gisela Tuchtenhagen, Klaus Wildenhahn; regia: Klaus Wildenhahn. Prodotto dall'Accademia Cinematografica e Televisiva di Berlino e dalla NDR (Amburgo)[10]
- Ernst Thälmann – Sohn seiner Klasse. Drammatico, Repubblica Democratica Tedesca (1954). Regia: Kurt Maetzig